# アポステイト
アポステイト(Apostate.)は、チェコのヘヴィメタルバンド。2008年結成。Apostateは英語で「背教者」の意味。
Facebookのオフィシャルページなどでジャンルをノワールと表記しているように、犯罪、暴力、思想、悪意などをテーマとしたサウンドや作詞、曲展開が特徴である。
またYouTubeのチャンネル上で、ギターとドラムのソロでの演奏を視聴する事ができる。

## メンバー
- Nikki Korobeynik - ギター
- Fedor Filimonov - ドラム
- Vladÿ Cerniy - ベース
- Anton Das - ボーカル、キーボードなど
- Denis Gavrikov - ギター

## ディスコグラフィー
楽曲はウェブ配信のみで、バンドキャンプ、ITunes Storeなどで購入する事ができる。

### ミニアルバム (EP)
- Seaborne (2010年)
- Λ ♦ Λ ♦ Ø (2012年)

### シングル
それぞれにミュージック・ビデオが存在する。
- Hermeneutic Circle (2011年、シングル配信のみ。)
- The Town (2012年、アルバム『Λ ♦ Λ ♦ Ø』に収録。)